# 楽天地 (大阪)

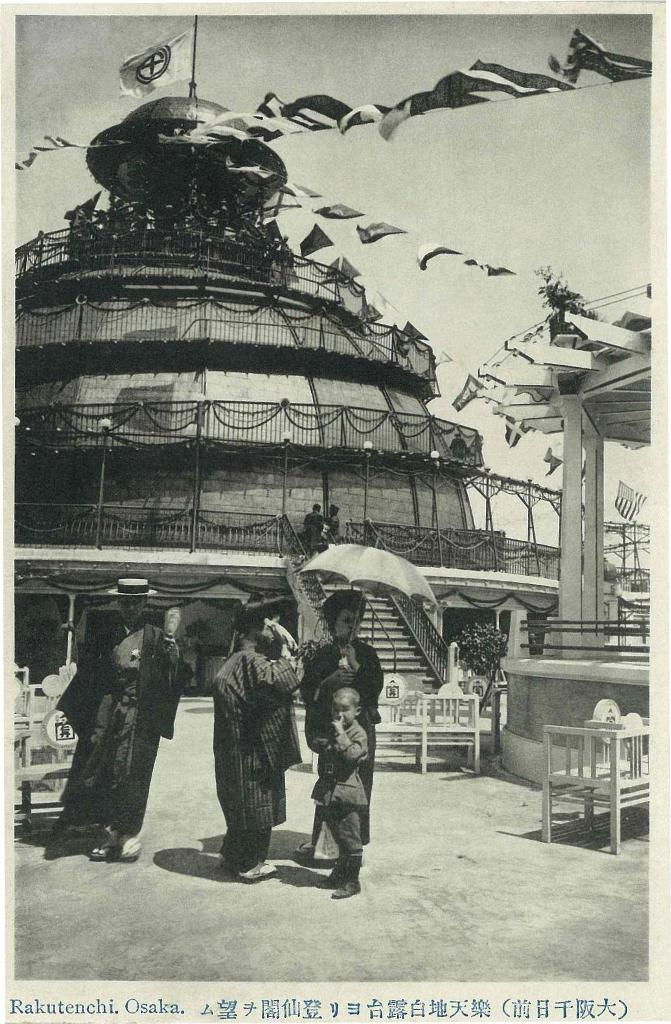
「白露台ヨリ登仙閣ヲ望ム」
登仙閣と名づけられた展望台は大阪市内を一望でき人気を集めた。

楽天地（らくてんち）は、1914年（大正3年）から1930年（昭和5年）まで大阪府大阪市南区難波新地四番町（現・中央区千日前）にあった劇場・演芸場・レジャーの殿堂。
「新世界」や「市岡パラダイス」と並ぶ大正時代の大阪の三大娯楽施設の一つとして知られていた。

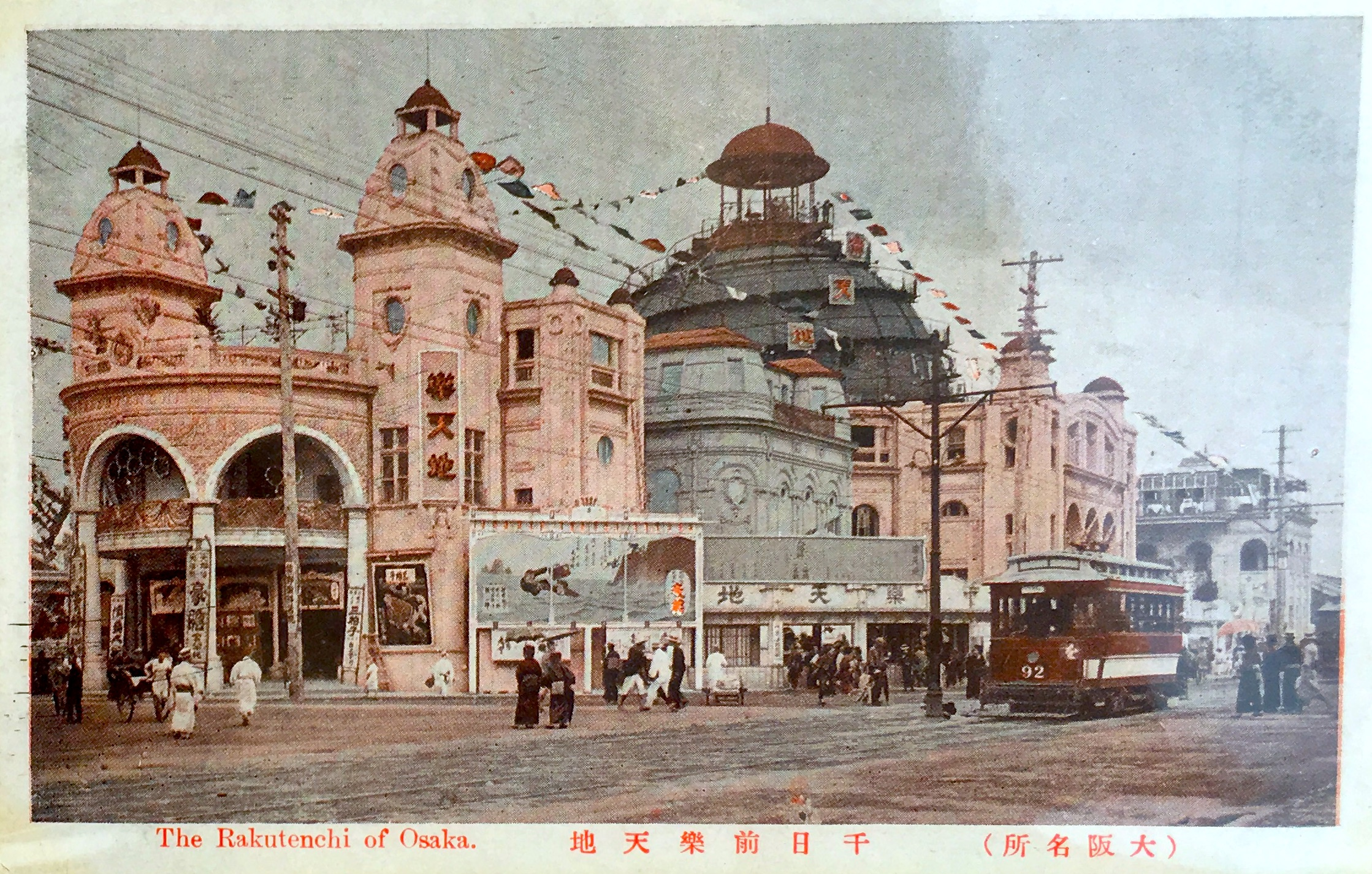
楽天地

## 大阪の新名所

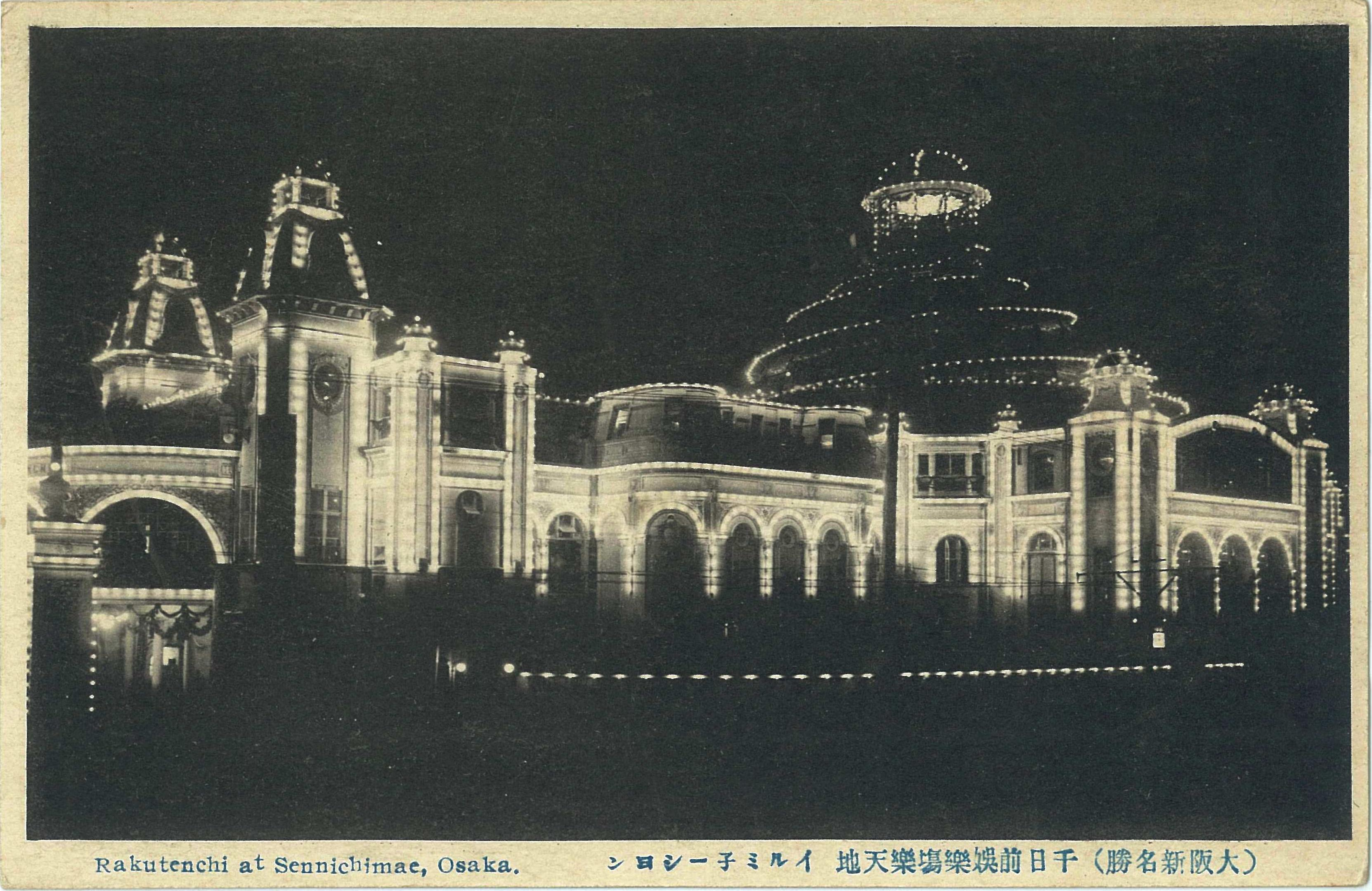
夜のイルミネーション

1912年（明治45年）1月16日、「ミナミの大火」で難波新地から西高津新地、生国魂神社あたりまでが焼失した。
1912年（大正元年）に都市計画道路千日前通で千日前が分断されることになり、南側の小屋主達が再建意欲を失いかけたことから、ミナミの壊滅的な被害で繁華街の灯が消えることを危惧した南海鉄道の社長・大塚惟明が興行場の開設を構想。
大塚惟明が発起人となって、1913年（大正2年）4月9日に資本金100万円で「千日土地建物株式会社」を設立し、同月14日に設立登記を行った。
1914年（大正3年）1月17日に「楽天地」が竣工し、同年7月1日に開業した。
市電千日前停留所前の敷地約4,409m2に建てられた円形ドームを持つ地下1階地上3階建ての建物で全館がイルミネーションで彩られていた。
展望塔の「登仙閣」のほか、「蓬莱宮」・「朝暘殿」・「月下殿」の劇場やメリーゴーランドなど276の施設があり、地下には水族館やスケート場も開設されていた。
約1,600人収容の大劇場「蓬莱宮」では、映画や新派劇・少女歌劇・翻訳劇などの演劇が上演されていた。
「蓬莱宮」の両脇の2階部分には200人から300人収容する小劇場があり、東側にあった「朝暘殿」は落語・漫才・色物の上演が行われ、西側にあった「月下殿」では少女琵琶歌劇などが上演されていた。
これら3劇場はいずれも一日三回公演で、一般席での観覧は楽天地の入場料のみで可能となっていた。
しかし、鉄道会社による興行場経営は上手くいかなかったことから、1917年（大正6年）1月に映画館「三友倶楽部」を経営していた山川吉太郎に経営を委ねたが、1919年（大正8年）6月1日に山川を解任して再び直営化した。
銀行の担保に入っていた株式を松竹の白井松次郎社長が肩代わりしたことから、1921年（大正10年）10月29日に松竹の直営に切り替えられた。
老朽化して危険だとして1928年（昭和3年）に大阪府建築条例に基づき、「楽天地」を年末までに解体するよう命令を受ける至った。
そして、1930年（昭和5年）5月17日に「大阪歌舞伎座」の認可を受け、同年11月に楽天地を閉鎖して解体した。
1932年（昭和7年）9月28日に大阪歌舞伎座を開業した。